# Repristinationstheologie

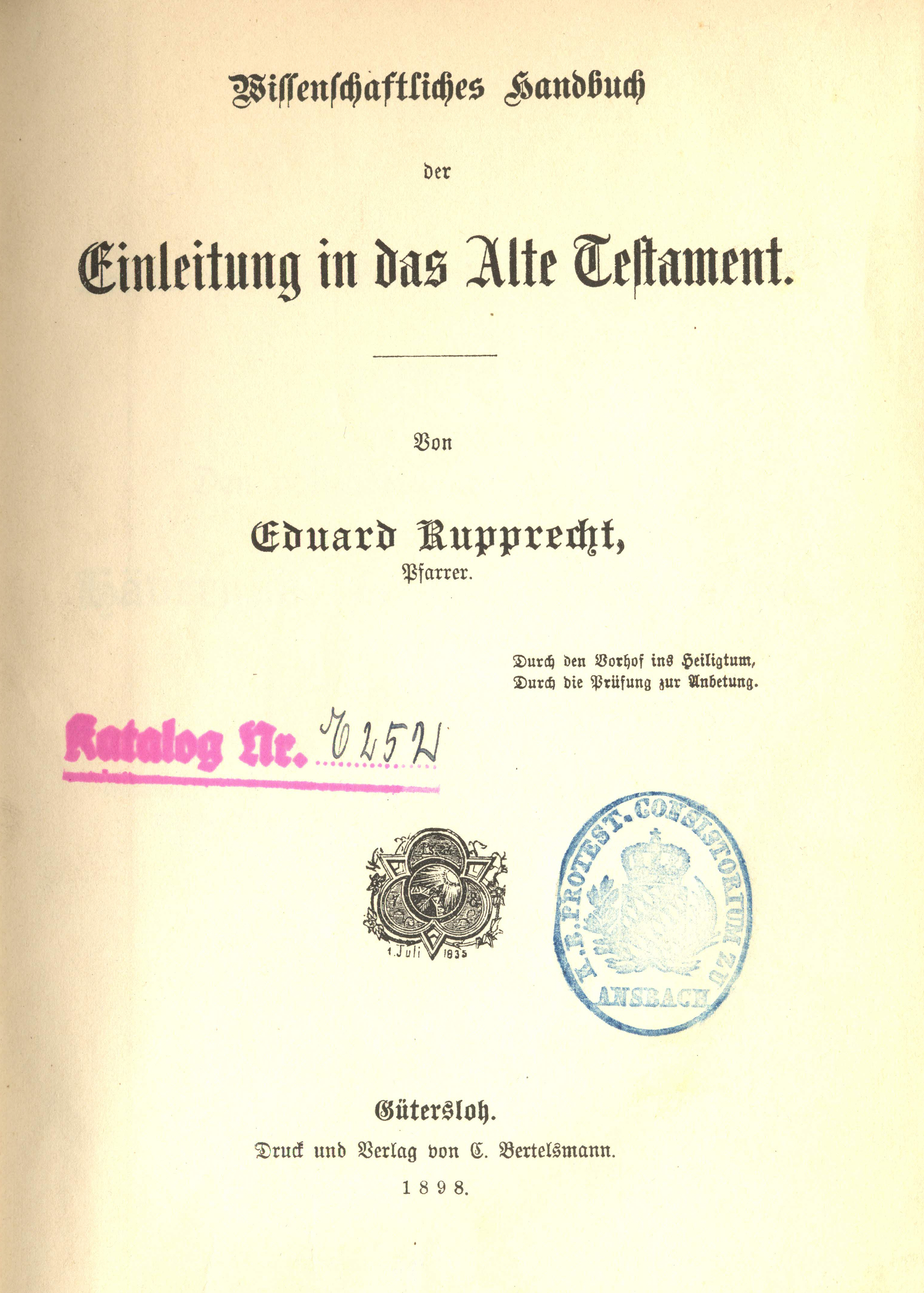
Beispiel eines Buches, das der Repristinationstheologie zugeordnet wurde: Eduard Rupprechts Einleitung in das Alte Testament von 1898

Der Begriff Repristinationstheologie bezeichnete im 19. und frühen 20. Jahrhundert eine konservative Gegenbewegung gegen die moderne oder liberale Theologie. Die Herkunft des Wortes (von lateinisch: restituere in pristinum = in den früheren Zustand versetzen) zeigt, dass man sich an der lutherischen oder reformierten Orthodoxie orientierte. Gegen Ende des 20. Jahrhunderts wurde der Begriff Repristinationstheologie zunehmend durch Fundamentalismus ersetzt. Diese Zuschreibung ist in der Forschung allerdings umstritten.

## Repristinationstheologen des 19. Jahrhunderts
- August Hahn
- Ernst Wilhelm Hengstenberg
- Friedrich Adolf Philippi
- Eduard Rupprecht